# Maes Pils (equip ciclista)

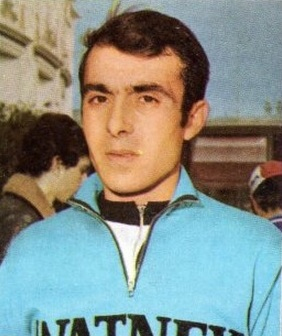
Carmine Preziosi al 1972

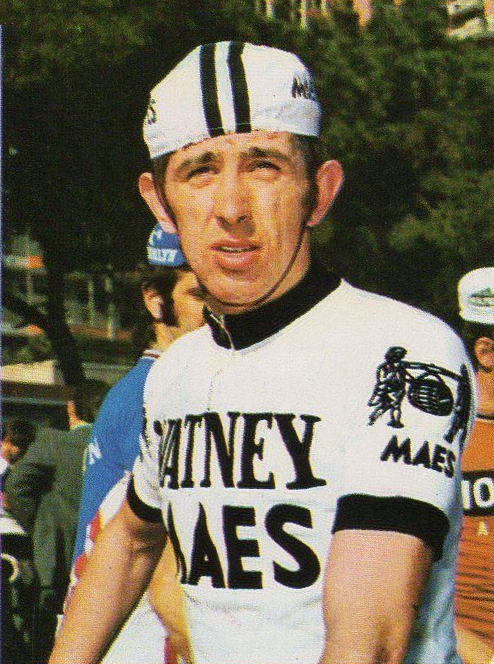
Frans Verbeeck al 1973

L'equip Maes Pils, conegut anteriorment també com a Okay, Geens o Watney, va ser un equip ciclista belga, de ciclisme en ruta que va competir entre 1966 a 1977.

## Principals resultats
- Tour del Nord: Raf Hooyberghs (1970)
- Omloop Het Volk: Frans Verbeeck (1970, 1972)
- Amstel Gold Race: Frans Verbeeck (1971), Walter Planckaert (1972)
- Volta a Luxemburg: André Dierickx (1971), Frans Verbeeck (1975)
- Circuit de les Ardenes flamenques: Frans Verbeeck (1973)
- A través de Flandes: Roger Loysch (1973), Willy Planckaert (1976), Walter Planckaert (1977)
- Fletxa Valona: Frans Verbeeck (1974)
- Fletxa Brabançona: Willem Peeters (1975)
- E3 Harelbeke: Frans Verbeeck (1975), Walter Planckaert (1976)
- Tour de Flandes: Walter Planckaert (1976)
- Volta a Bèlgica: Walter Planckaert (1977)

### A les grans voltes
- Giro d'Itàlia
  - 0 participacions

- Tour de França
  - 2 participacions (1972, 1973)
  - 2 victòries d'etapa:
    - 2 el 1973: Eddy Verstraeten, CRE

  - 0 classificacions secundàries:

- Volta a Espanya
  - 1 participacions (1972)
  - 1 victòries d'etapa:
    - 1 el 1972: Pieter Nassen

  - 0 classificació finals:
  - 0 classificacions secundàries: